# Международный аэропорт имени Султана Искандара Муды
Международный аэропорт имени Султана Искандара Муды (индон. Bandar Udara Internasional Sultan Iskandar Muda), (ачех. Bandar Udara Antar Nanggroë Sultan Iskandar Muda), (ИАТА: BTJ, ИКАО: WITT) — международный аэропорт, расположенный в 13,5 км к юго-востоку от столицы провинции Ачех, города Банда-Ачех. Он назван в честь двенадцатого султана Ачеха Искандара Муды (1583–1636). Ранее носил название «аэропорт Блангбинтанг» в связи с его расположением в районе с таким же названием. Этот аэропорт считается 23-м по загруженности аэропортом Индонезии.
После разрушительного цунами 26 декабря 2004 года в аэропорту была проведена реконструкция и построена взлетно-посадочная полоса длиной 3000 метров для широкофюзеляжных реактивных лайнеров. 9 октября 2011 г. первый Boeing 747-400 приземлился и успешно взлетел в аэропорту. Аэропорт может выступать в качестве места убежища в случае стихийных бедствий, таких как цунами. Аэропорт также использовался в качестве плацдарма для международной экстренной помощи в ответ на цунами в Ачехе.
Международный аэропорт Султана Искандара Муды получил награду World Halal Tourism Awards 2016 как лучший аэропорт мира для халяльных путешественников.

## История
Аэропорт был построен правительством Японии в 1943 году. В то время он имел взлетно-посадочную полосу длиной 1400 метров и шириной 30 метров в форме буквы Т с южного конца, проходящую с востока на запад.
В 1953 году аэропорт был вновь открыт правительством Республики Индонезия. Вначале в аэропорту использовалась только одна взлетно-посадочная полоса протяженностью 1400 метров. Первым самолетом, приземлившимся после открытия, стал DC-3 Dakota, а несколько лет спустя Convair 240.
В 1968 году аэропорт удлинил взлетно-посадочную полосу до 1850 м, ширину 45 м и перрон до размеров 90 х 120 м, чтобы он мог принимать более крупные самолеты, такие как Fokker F28.
В 1993 и 1994 годах в аэропорту повторно проводятся исследования, связанные с расширением взлетно-посадочной полосы до 2250 x 45 метров, после чего она сможет принимать самолеты DC-9 и Boeing 737, а также установкой радара, расположенного на горе Линтеунг примерно в 14 км от аэропорта.
9 апреля 1994 года на основании решения министра финансов и министра транспорта аэропорт был передан в управление PT Angkasa Pura II.
В 1995 году аэропорту было присвоено имя султана Ачеха Искандара Муды.
В 1999 году аэропорт возобновил работы по реконструкции, построив новую взлетно-посадочную полосу длиной 2500 метров, чтобы иметь возможность принимать самолеты A330, обслуживающие рейсы во время хаджа. Этому предшествовало избранием аэропорта Банда-Ачеха в качестве одного из пунктов перевозки паломников в Мекку и Медину.
19 мая 2003 г. 458 индонезийских десантников приземлились возле аэропорта в рамках наступления, направленного против ачехских повстанцев.
Последнее развитие этого аэропорта произошло в 2009 году, когда длина взлетно-посадочной полосы была снова увеличена до размеров 3000 × 45 метров, было построено новое здание терминала вместо старого. Обновлённый аэропорт был официально открыт президентом Индонезии Сусило Бамбангом Юдойоно 20 августа 2009 года, когда он официально прибыл в Ачех, чтобы открыть пятую ежегодную культурную неделю Ачеха.

## Авиакомпании и направления
Следующие авиакомпании выполняют регулярные и чартерные рейсы в аэропорту:

## Парковка
- Автомобили: 200
- Мотоциклы: 250
- Автобусы: 6
- Такси: 25

## Трафик и статистика
| Год                | 2011      | 2010      | 2009      | 2008      | 2007      | 2006      | 2005      | 2004      | 2003      | 2002      | 2001      | 2000   |
| ------------------ | --------- | --------- | --------- | --------- | --------- | --------- | --------- | --------- | --------- | --------- | --------- | ------ |
| Пассажиропоток     | ▲ 465.865 | ▼ 462.089 | ▼ 486.096 | ▲ 568.653 | ▲ 550.042 | ▲ 523.958 | ▲ 465.900 | ▲ 287.091 | ▲ 214.866 | ▲ 150.125 | ▲ 103.646 | 63.014 |
| Грузопоток (тонн)  | ▲ 9.876   | ▼ 7.978   | ▲ 8.674   | ▲ 3.256   | ▲ 2.391   | ▲ 2.170   | ▲ 2.086   | ▲ 1.084   | ▼ 923     | 1.463     | ▼ 1.148   | 1.307  |
| Воздушное движение | ▲ 654     | ▲ 546     | ▼ 487     | ▲ 1.000   | ▲ 930     | ▲ 908     | ▲ 673     | ▲ 431     | ▲ 219     | ▲ 172     | ▲ 154     | 98     |

| Место | Пункт назначения                 | Количество рейсов (в неделю) | Авиакомпания                          |
| ----- | -------------------------------- | ---------------------------- | ------------------------------------- |
| 1     | Джакарта–Сукарно-Хатта, Джакарта | 28                           | Batik Air, Garuda Indonesia, Lion Air |
| 2     | Медан, Северная Суматра          | 28                           | Citilink, Garuda Indonesia, Lion Air  |
| 3     | Меулабо, Ачех                    | 4                            | Susi Air                              |
| 4     | Кутакане, Ачех                   | 3                            | Susi Air                              |
| 5     | Блангпидие, Ачех                 | 2                            | Susi Air                              |
| 6     | Блангкеджерен, Ачех              | 2                            | Susi Air                              |

| Место | Пункт назначения                     | Количество рейсов (в неделю) | Авиакомпании               |
| ----- | ------------------------------------ | ---------------------------- | -------------------------- |
| 1     | Куала-Лумпур–Международный, Малайзия | 21                           | AirAsia, Indonesia AirAsia |
| 2     | Пинанг, Малайзия                     | 8                            | Firefly, Malindo Air       |
| 3     | Джидда, Саудовская Аравия            | 6                            | Garuda Indonesia, Lion Air |
| 4     | Медина, Саудовская Аравия            | 4                            | Garuda Indonesia, Lion Air |

## Авиакатастрофы и происшествия
- 4 апреля 1987 года DC-9 авиакомпании Garuda Indonesia, следовавший из Банда-Ачеха в Медан, потерпел крушение при заходе на посадку в международном аэропорту Полония. 23 из 45 пассажиров и членов экипажа погибли.
- 31 января 1993 года самолет Shorts SC.7 Skyvan 3-100 компании Pan-Malaysian Air Transport, выполнявший нерегулярный внутренний рейс из Медана в Банда-Ачех, врезался в гору Капур из-за плохой погоды. Все 14 пассажиров и экипаж погибли.
- 4 января 2005 года Boeing 737-200C авиакомпании Tri-MG Intra Asia Airlines участвовал в операции по оказанию помощи пострадавшему от цунами району Банда-Ачех. Когда ночью самолет приземлился в Банда-Ачехе, то столкнулся с водяным буйволом, вышедшим на взлетно-посадочную полосу. Главная передача на левом борту разрушилась, что привело к повреждению шестерни и левого двигателя. Пострадавших не было, но через несколько месяцев самолет был списан и отправлен на слом.
- 21 июля 2005 г., всего через семь месяцев и 17 дней после аварии, самолет CN-235 ВВС Индонезии, следовавший из Банда-Ачех в Лхоксёмаве, разбился при заходе на посадку в аэропорту Маликус Салех. 3 из 23 пассажиров и членов экипажа погибли.
- 18 апреля 2006 г. у PZL M28 Skytruck, принадлежащего Национальной полиции Индонезии, при посадке в аэропорту лопнула шина. Погибших в этом происшествии не было, но несколько рейсов в аэропорту задержали на три часа.
- 7 сентября 2012 г. самолет Boeing 737-900ER, принадлежащий авиакомпании Lion Air, следовавший из Банда-Ачеха в Медан, дважды не смог взлететь из-за сбоев в системе безопасности. Однако в 18:00 самолет наконец взлетел и вылетел в Медан, Северная Суматра. Первоначально на борту находилось 210 пассажиров, включая бывшего губернатора Ачеха Ирванди Юсуфа, но 39 из них сдали билеты.